# Мангхут (тайфун)
Тайфун «Мангхут» (англ. Typhoon Mangkhut) також відомий як Тайфун Омпонг (англ. Typhoon Ompong)  — потужний і катастрофічний тропічний циклон, який у вересні 2018 року завдав значної шкоди Гуаму, Філіппінам і Південному Китаю. Це був найсильніший тайфун за всю історію вдарив по Лусону з часів Мегі в 2010 році та був найсильнішим тайфуном на Філіппінах після Меранті в 2016 році. Мангхут також був найсильнішим тайфуном, який вплинув на Гонконг після Еллен у 1983 році.
Мангхут, названий на честь тайського слова, що означає фрукт мангостан, був тридцять другою тропічною депресією, двадцять другим тропічним штормом, дев'ятим тайфуном і четвертим супертайфуном сезону тихоокеанських тайфунів 2018 року. Він обрушився на філіппінську провінцію Кагаян увечері 14 вересня як супертайфун 5 категорії, а потім торкнувся Гонконгу та південного Китаю. Мангхут також був третім за потужністю тропічним циклоном у світі у 2018 році.
Протягом свого існування Мангхут залишив по собі слід серйозних руйнувань. Шторм завдав збитків на загальну суму 3,77 мільярда доларів США (2018 рік) у багатьох країнах, а також принаймні 134 жертви: 127 на Філіппінах, шість у материковому Китаї та один на Тайвані.

## Метеорологічна історія

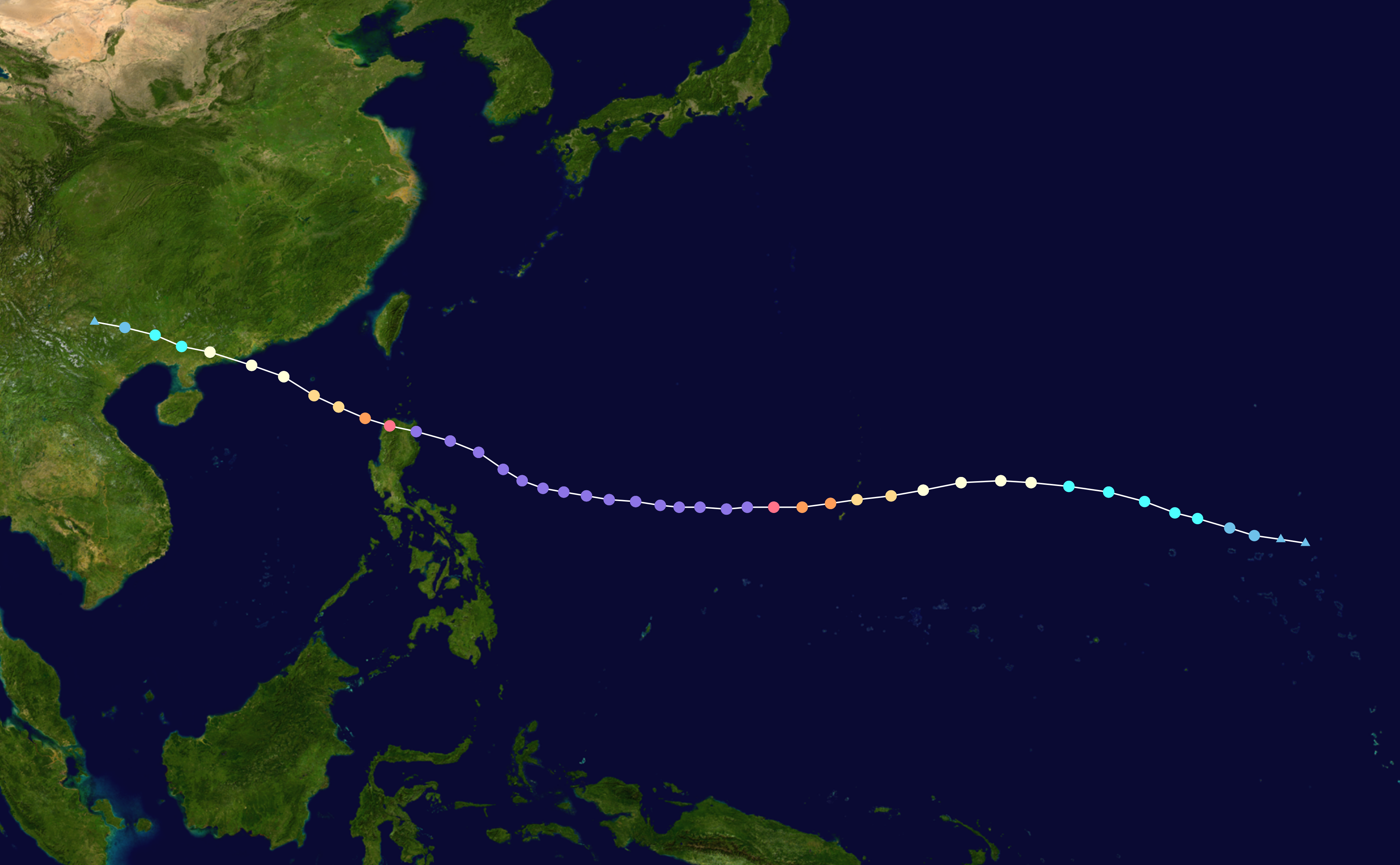
Карта шляху і інтенсивності Тайфуну Мангхут

5 вересня 2018 року Об'єднаний центр попередження про тайфуни (JTWC) почав моніторинг зони низького тиску поблизу міжнародної лінії зміни дат. Протягом наступних днів відбувся стабільний розвиток, і система організувалася в тропічну депресію 6 вересня, хоча з операційної точки зору Японське метеорологічне агентство (JMA) не класифікувало систему як тропічну депресію до 7 вересня. депресія незабаром переросла в тропічний шторм, після чого він отримав назву Мангхут. Протягом наступних двох днів система зазнала швидкої інтенсифікації. Сприятливі умови навколишнього середовища прискорили розвиток Мангхута, в тому числі слабкий зсув вітру, високі температури поверхні моря та високий вміст тепла в океані. Мангхут досяг сили тайфуну 9 вересня. Чітке 18-кілометрове око стало очевидним на супутникових зображеннях, коли тайфун наближався до Північних Маріанських островів і Гуаму. JTWC проаналізував Мангхут як еквівалентний тайфун 2 категорії із однохвилинним стійким вітром 165 км/год (105 миль/год), коли він спостерігався поблизу Рота, близько 12:00 UTC 10 вересня. JMA оцінив десятихвилинний постійний вітер шторму в 155 км/год (100 миль/год) у цей час.

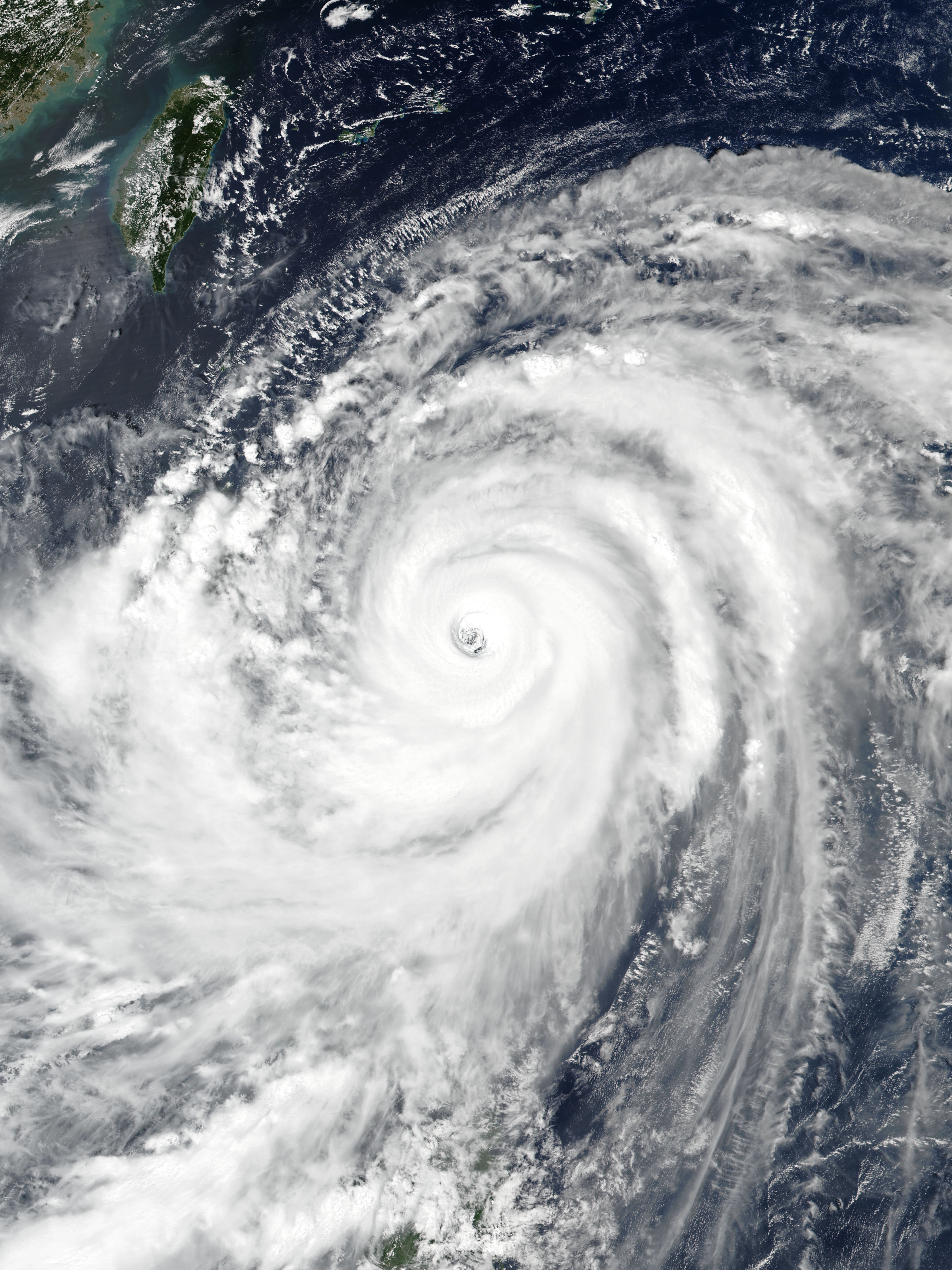
Тайфун Мангхут наближається до Лусона, Філіппіни, 14 вересня

11 вересня, коли Мангхут перетнув Філіппінське море, відбулося суттєве посилення. Другий етап швидкого посилення відбувся, коли шторм значно зміцнився; чітко визначене око 39 км (24 милі) утворилось протягом цього часу. JTWC проаналізував інтенсивність, еквівалентну 5 категорії, до 06:00 за всесвітнім координованим часом, інтенсивність, яку він зберігатиме протягом майже чотирьох днів. JMA оцінило, що центральний тиск тайфуну досяг мінімуму о 18:00 UTC, з 10-хвилинним стійким вітром 205 км/год (125 миль/год) і центральним мінімальним тиском 905 гПа (мбар; 26,73 дюйма рт. ст.). JTWC відзначив додаткове посилення 12 вересня, і оцінив, що Мангхут досяг свого піку інтенсивності о 18:00 UTC, з однохвилинним стійким вітром 285 км/год (180 миль/год). Тайфун досяг суші в Багіо, Кагаян о 2:00 за тихоокеанським стандартним часом 15 вересня (18:00 UTC 14 вересня) як супертайфун 5-ї категорії з 10-хвилинним стійким вітром 205 км/год. (125 миль/год) і 1-хвилинний стійкий вітер 260 км/год (160 миль/год). Це зробило «Мангхут» найсильнішим штормом, який обрушився на острів Лусон після тайфуну «Мегі» у 2010 році, і найсильнішим штормом у всій країні з часів тайфуну «Хайян» у 2013 році.
Перетин гір Лусона послабив Мангхут перед тим, як він вийшов над Південно-Китайським морем 15 вересня. Згодом тайфун знову обрушився на узбережжя Тайшань Цзянмень, Гуандун, Китай, о 17:00 за пекінським часом (09:00 UTC) 16 вересня, із двохвилинним стійким вітром 45 м/с (160 км/год), згідно з даними Китайської метеорологічної адміністрації.
Після виходу на сушу Мангхут швидко ослаб, рухаючись на захід. Пізно ввечері 17 вересня Mangkhut розсіявся над Гуансі, Китай.

## Підготовка

### Філіппіни

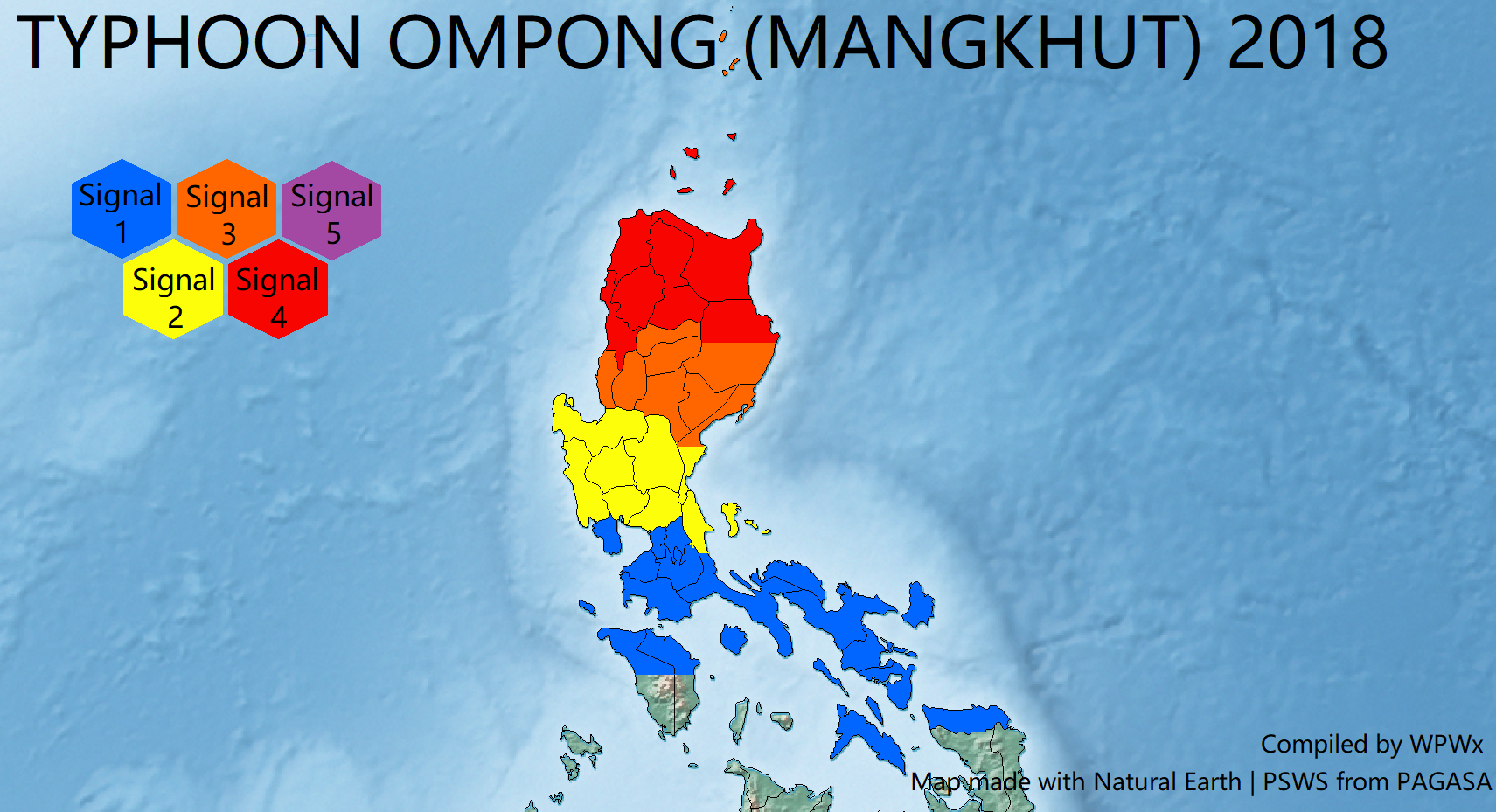
Карта сигналів штормового попередження, піднятих на Філіппінах у зв'язку з проходженням Мангхута

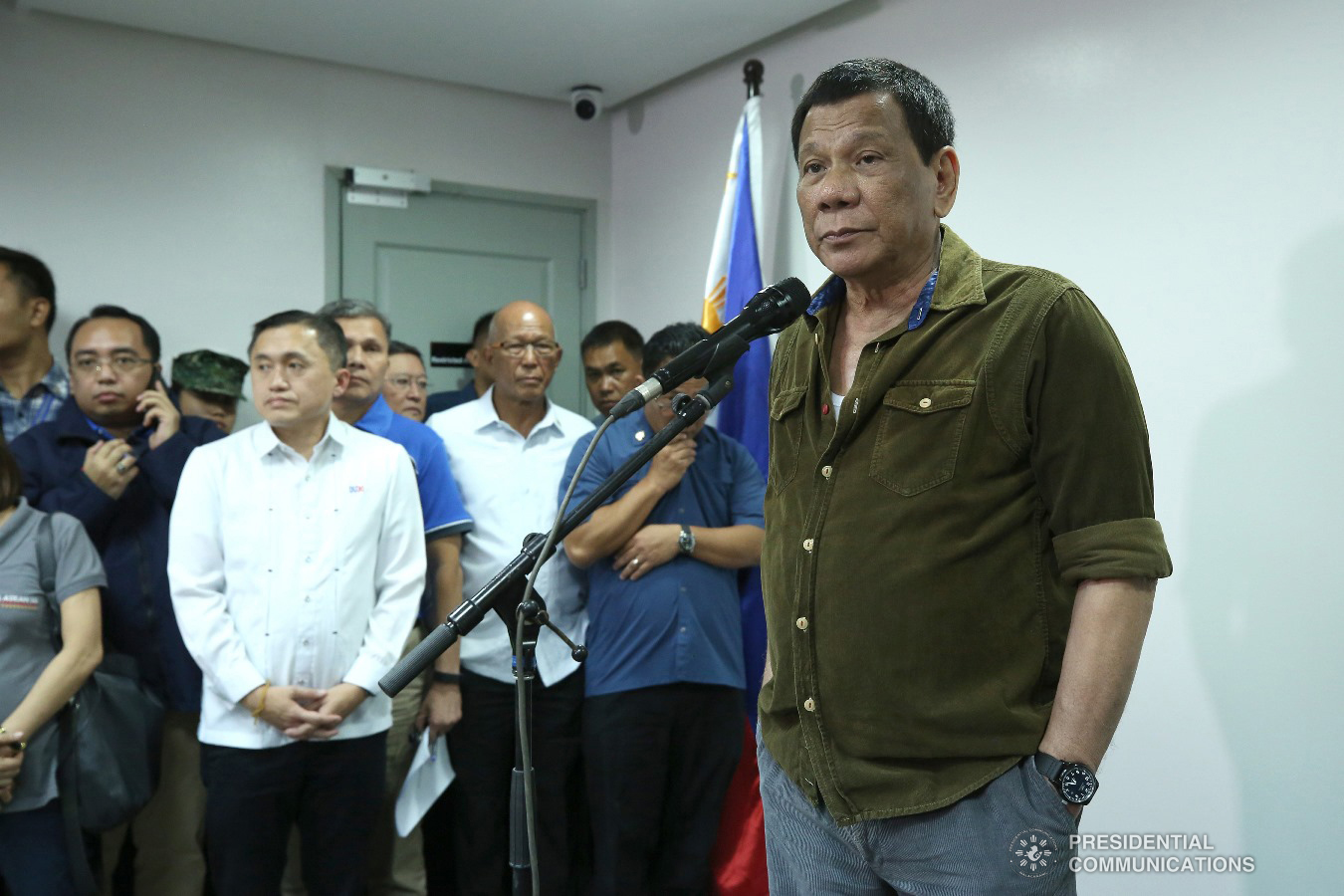
Президент Родріго Дутерте головує на командній конференції з членами свого кабінету в офісі NDRRMC у Кемп-Агінальдо, Кесон-Сіті, 13 вересня 2018 року.

Управління атмосферних, геофізичних і астрономічних служб Філіппін повідомило про попередження про тропічний циклон ще 13 вересня. Було здійснено попереджувальну та примусову евакуацію, особливо в адміністративних регіонах Ілокос, Долина Кагаян і Кордильєри, три регіони, які, як очікується, сильно постраждають від тайфуну. У зв'язку з підготовкою до наближення тайфуну ще 12 вересня було оголошено про припинення роботи в школах. Медичні групи та бригади екстреного реагування були переведені в режим очікування, а до 13 вересня були підготовлені товари допомоги на суму ₱1 700 000 000.

### Гонконг
12 вересня, коли за прогнозами Мангхут серйозно загрожував Гонконгу, уряд Гонконгу скликав міжвідомчу нараду для обговорення можливих заходів у відповідь на шторм.
14 вересня уряд Гонконгу провів міжвідомчу прес-конференцію щодо підготовки до Мангхута, нагадавши громадянам Гонконгу «готуватися до гіршого». Тієї ночі Обсерваторія Гонконгу видала сигнал очікування № 1, коли Мангхут був на відстані 1110 кілометрів (600 морських миль) від Гонконгу, що є найбільшою відстанню за всю історію спостережень.
15 вересня жителі Тай О та Лей Юе Мун були евакуйовані з цих низинних районів, які історично були дуже схильні до штормових припливів. Обсерваторія Гонконгу видала Сигнал про сильний вітер у другій половині дня.
16 вересня, коли Мангхут продовжував свій курс до гирла річки Чжуцзян, обсерваторія Гонконгу опівночі подала шквальний вітер. Після світанку, коли місцеві вітри швидко посилилися, Гонконгська обсерваторія видала посилення штормового сигналу № 9. О 9:40 ранку Гонконгська обсерваторія видала сигнал найвищого рівня та сигнал попередження про тропічний циклон у Гонконгу. Це стало лише третім випадком, коли це попередження було видано для регіону з 1999 року, інші стосуються тайфуну «Хато» у 2017 році та тайфуну «Вісенте»2012 рік. Сигнал утримувався протягом десяти годин, що стало другою за тривалістю тривалістю, поступаючись лише одинадцяти годинам під час тайфуну Йорк у 1999 році. Тайфун пройшов 100 кілометрів на південь від Гонконгу на своїй найближчій відстані.

### Китай
15 вересня метеорологічні служби більшості міст провінції Гуандун оголосили попередження про тайфун Мангхут, що є найвищим рівнем попередження в провінції Гуандун. Метеорологічне бюро Гуансі також оголосило попередження про тайфун о 17:00 за пекінським часом. Наступного дня метеорологічне бюро муніципалітету Шеньчженя оголосило попередження про дощі, що є найвищим рівнем попередження в Шеньчжені.
15 вересня Метеорологічне бюро Фуцзяні оголосило помаранчевий рівень тривоги щодо тайфуну, другий за ступенем небезпеки.
16 вересня Національний метеорологічний центр CMA оновив червоний рівень тривоги щодо тайфуну Мангхут, який є найвищим рівнем тривоги в Китаї. Того ж дня метеорологічне бюро Хайнань оголосило помаранчевий рівень тривоги через тайфун. У столиці провінції Гуандун Гуанчжоу школи, громадський транспорт і підприємства були закриті по всьому місту вперше з 1978 року.

## Наслідки

### Гуам і Північні Маріанські Острови

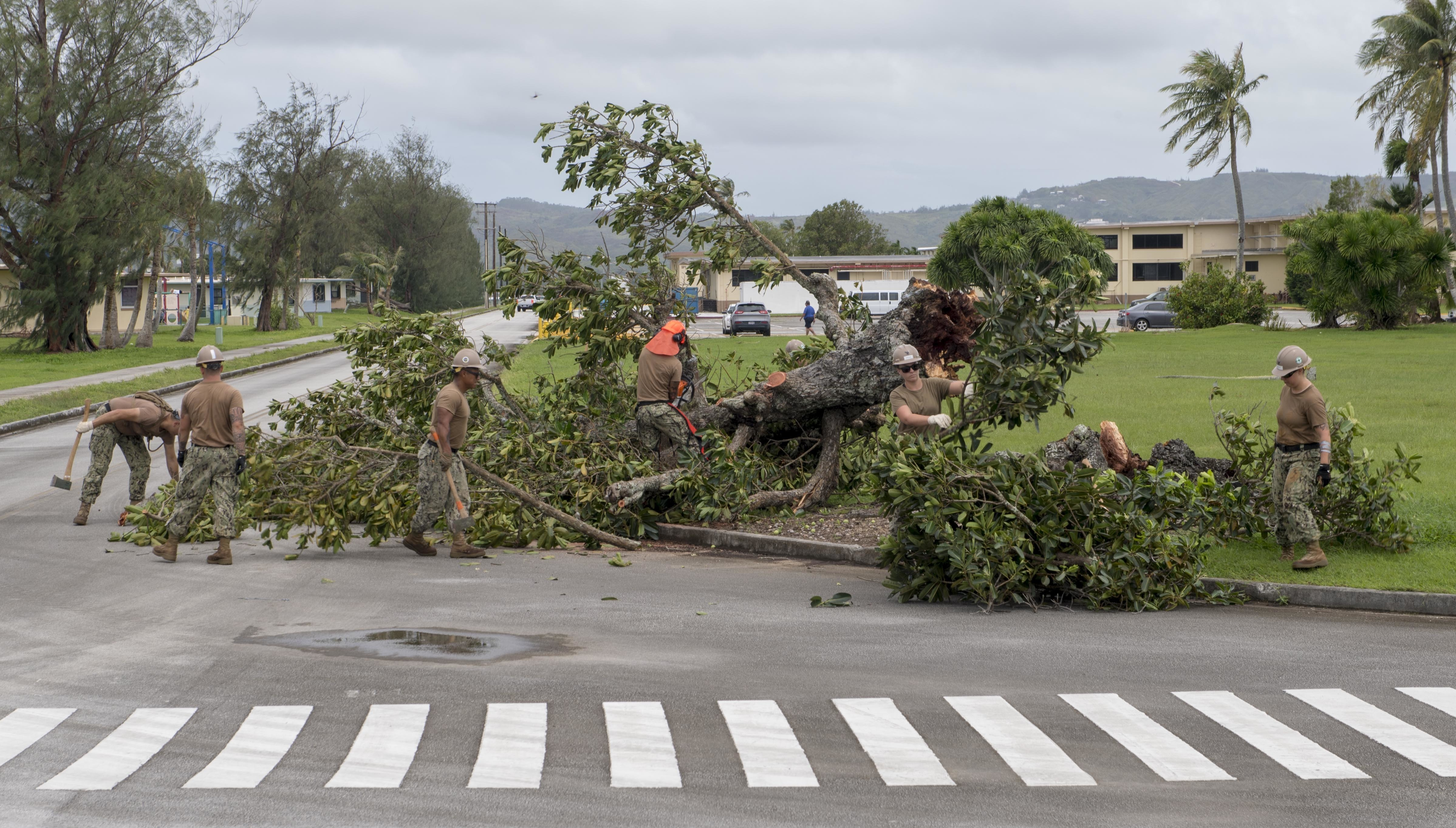
Моряки прибирають уламки на Гуамі після тайфуну Мангхут

Після того, як центр Мангхут пройшов поблизу Гуаму, близько 80 % острова залишилися без електрики. Тайфун завдав шкоди інфраструктурі Гуаму на 4,3 мільйона доларів.

### Філіппіни

Мангхут виходить на сушу над Лусоном 14 вересня

Пройшовши через Лусон, він залишив слід руйнування. Майже всі будівлі в Тугегарао, столиці провінції Кагаян, зазнали певних пошкоджень через тайфун. Тайфун зривав дахи, виривав з корінням дерева, руйнував будівлі та блокував дороги сміттям. Уламки скла розлетілися по коридорах готелю в Санта-Ані. У Манілі сильні дощі спричинили масштабні повені в міських районах. 14 вересня близько 17:30 за філіппінським стандартним часом було повідомлено про торнадо в Марікіні, східна частина метро Маніли, в результаті чого двоє людей постраждали. Понад 105 000 сімей були евакуйовані зі своїх домівок, кілька аеропортів на півночі Лусона закриті, а авіакомпанії скасували свої рейси до 16 вересня.
22 вересня поліція підтвердила, що через тайфун загинуло 127 людей; вісімдесят загинуло під час обвалення невеликої шахти в місті Ітогон, Бенге, де десятки зсувів поховали будинки. Філіппінська поліція також заявила, що станом на 22 вересня ще 111 людей залишалися зниклими безвісти.
Френсіс Толентіно, політичний радник президента Родріго Дутерте, оголосив, що, за оцінками, 5,7 мільйона людей по всій країні постраждали від шторму. Лусон зазнав значних втрат, які більш ніж удвічі перевищили очікуваний найгірший сценарій, окреслений міністром сільського господарства Еммануелем Піньолем.
Станом на 5 жовтня NDRRMC підрахувало, що Мангхут завдав збитків на Філіппінах на 33,9 мільярда філіппінських песо (626,8 мільйона доларів США), оцінка продовжується.

### Малайзія
Мангхут також торкнувся деяких частин Малайзії (а також штату Сабах).

### Тайвань
Тридцятирічну вчительку, яка відвідувала пляж в окрузі Їлань, хвиля віднесла в море. Її тіло знайшли через два дні.

### Гонконг

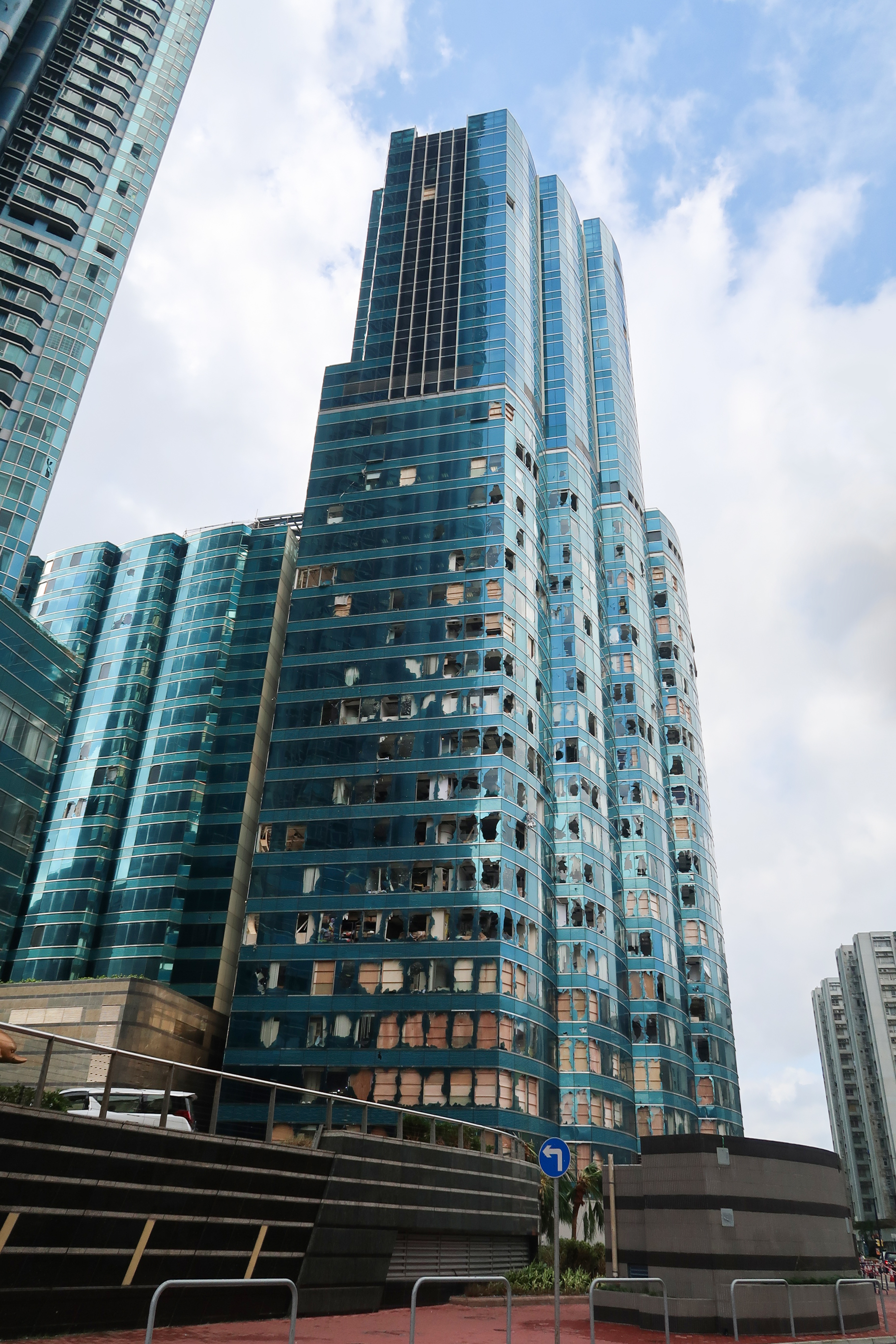
Розбиті вікна на Two Harbourfront у Хунг Хом, Гонконг

Мангхут був найсильнішим тайфуном, який обрушився на Гонконг після тайфуну Еллен у 1983 році; найвищий сигнал попередження про тайфун № 10 залишався на місці протягом десяти годин. Середня швидкість вітру 81 км/год (50 миль/год) і пориви до 169 км/год (105 миль/год) були зареєстровані в обсерваторії Гонконгу в Цім Ша Цуй, тоді як на острові Чеунг Чау ці цифри досягли 157 (98) і 212 км/год (132 миль/год) відповідно. Найсильніші вітри в Гонконзі поблизу рівня моря були зареєстровані на віддаленому острові Ваглан, де десятихвилинний вітер досягав 180 км/год (112 миль/год) із поривами до 220 км/год (137 миль/год). Ці вітри спричинили хитання багатьох хмарочосів на території та розбиття вікон; зокрема, навісні стіни Harbour Grand Kowloon були рознесені вітром. Шахта будівельного ліфта на багатоповерхівці, що будується в Тай Кок Цуй, обвалилася на сусідню будівлю, яку довелося евакуювати поліції. Багато доріг були заблоковані поваленими деревами та іншим сміттям, включно з головними артеріями, такими як Локхарт-роуд у Ван Чаї та Кам Шеунг-роуд, а рух на залізничному транспорті Гонконзький метрополітен було зупинено на всіх надземних ділянках шляху.

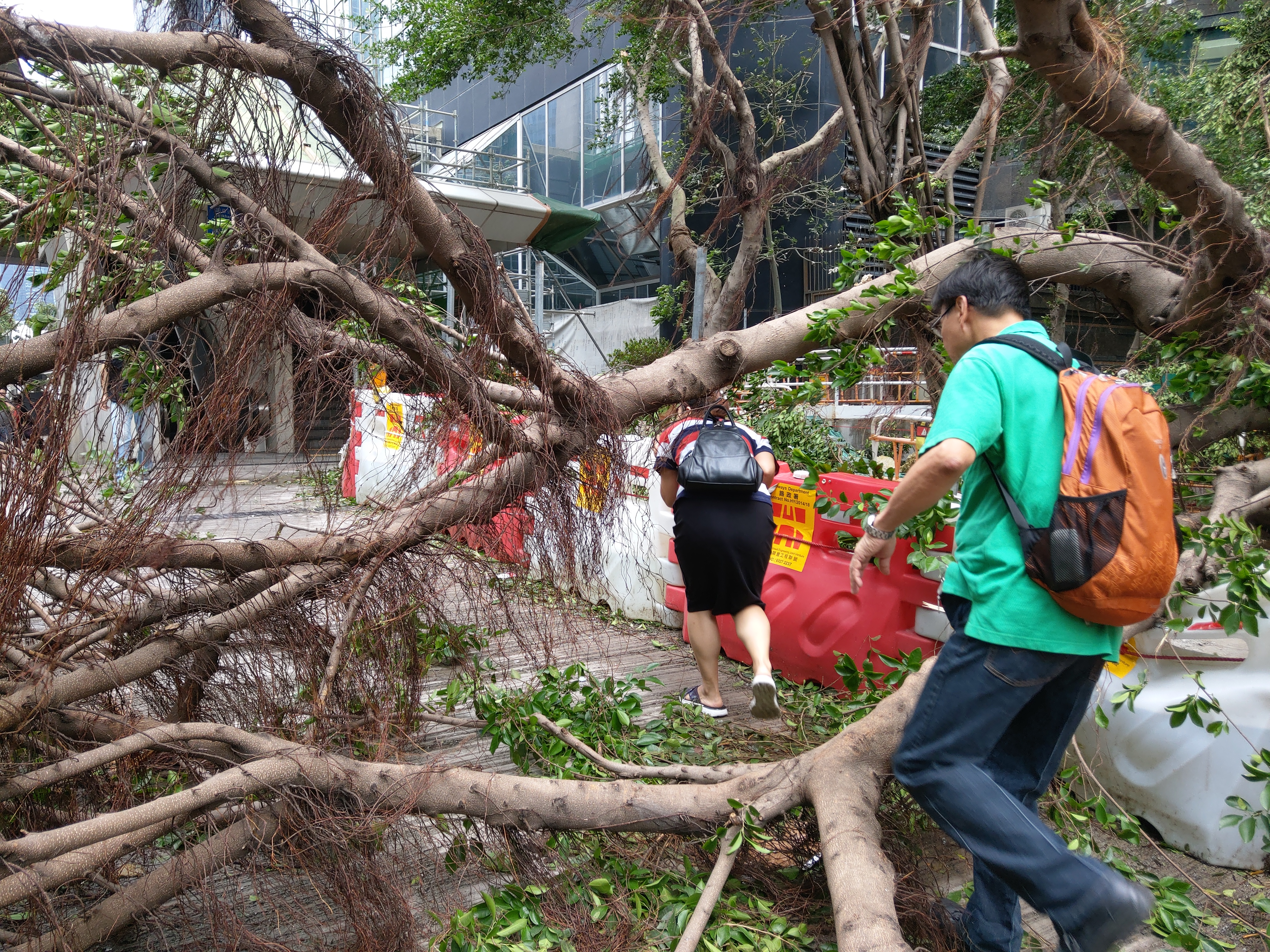
Люди лазять по деревах, щоб піти на роботу вранці після тайфуну Mangkhut біля Імміграційної вежі у Ван Чаї

Повідомлялося про серйозні повені в багатьох приморських житлових районах, у тому числі Хенг Фа Чуєн, Сеунг Кван О Південь, Шек О, Лей Юе Мун, селах Туен Мун і рибальському селі Тай О через потужний штормовий приплив до 3,38 метрів (11,1 футів). Близько 1219 людей шукали притулку відкритих Департаментом внутрішніх справ притулках. Міжнародний аеропорт Гонконгу скасував і затримав загалом 889 міжнародних рейсів. Понад 200 людей отримали поранення, загиблих немає. У зв'язку зі значними збитками та порушеннями, спричиненими тайфуном, Бюро освіти оголосило, що всі школи будуть закриті 17 і 18 вересня. Страхові вимоги в Гонконгу склали 7,3 мільярда гонконгських доларів (930 мільйонів доларів США).
Наступного дня після шторму величезні натовпи заповнили територійну систему метро, яка працювала зі зниженим рівнем обслуговування на деяких лініях, оскільки деякі ділянки колій були заблоковані уламками. Більшість із 600 автобусних маршрутів міста також припинили роботу через перекриті дороги.

### Макао

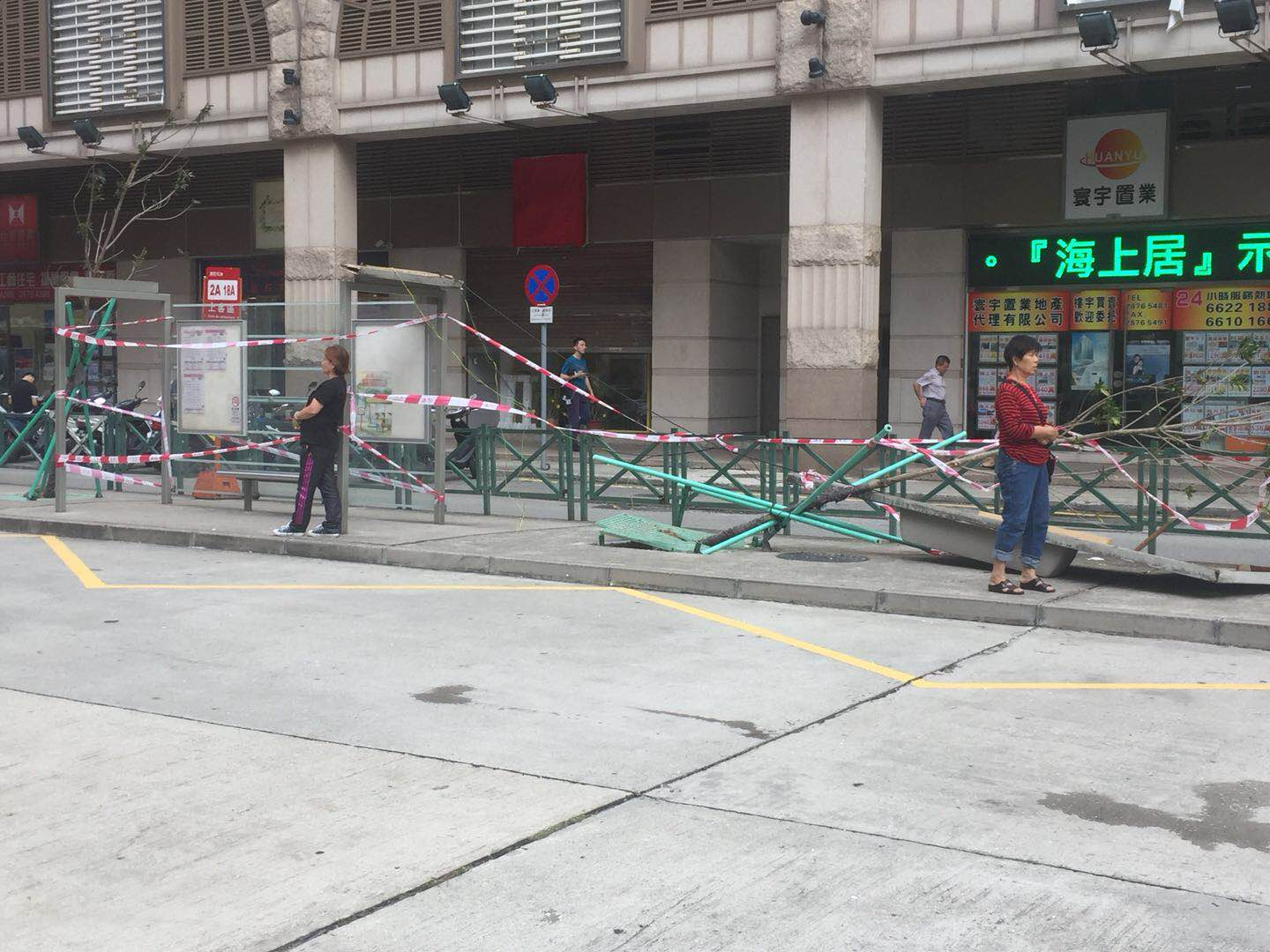
Сильний вітер зніс стелю в зоні очікування станції «Східна перлина».

Штормовий приплив висотою до 1,9 метрів (6 футів 3 дюймів) вразив Макао. Близько 21 000 будинків були знеструмлені, 7 000 будинків втратили доступ до Інтернету, сорок людей отримали поранення. Вперше в історії в Макао були закриті всі казино. Міжнародний аеропорт Макао скасував 191 рейс у суботу та неділю (15 та 16 вересня). Загальний збиток у Макао оцінюється в 1,74 мільярда патак (215,3 мільйона доларів США).

### Китай
Тайфун «Мангхут» спричинив евакуацію понад 2,45 мільйона людей. У Шеньчжені шторм спричинив збої в електропостачанні в тринадцяти місцях, затопив вулицю морепродуктів і спричинив падіння 248 дерев. У Південному Китаї було зупинено транспорт, і щонайменше чотири людини в Гуандуні загинули під час тайфуну. У провінції Чжухай ринки, школи та громадський транспорт були закриті або обмежені через шторм у понеділок, 17 вересня, і жителів попросили звести до мінімуму несуттєві поїздки. Поромне сполучення з порту Цзючжоуган у Чжухаї до Шеньчженя та Гонконгу призупинено на невизначений термін. Управління цивільної протиповітряної оборони муніципалітету Гуанчжоу (Муніципальне управління цивільної протиповітряної оборони) скасувало щорічні навчання з протиповітряної оборони, заплановані на 15 вересня, щоб уникнути паніки через наближення тайфуну Мангхут. Школи в містах Бейхай, Ціньчжоу, Фанченган і Наньнін були закриті 17 вересня. Залізничне сполучення до Гуансі також були припинені 17 вересня.
Загалом шторм забрав життя шістьох людей і завдав збитків на 13,68 мільярда CN¥ (1,99 мільярда доларів США).

### Закріплення
Після сезону PAGASA відмовилася від імені Ompong через спричинення збитків на суму понад 1 мільярд ₱; у березні 2019 року PAGASA обрала назву Обет замість Омпонг на сезон 2022 року.
Через пошкодження та високу кількість загиблих на Лусоні назва Мангхут була офіційно вилучена під час 51-ї щорічної сесії Комітету з питань тайфунів ESCAP/WMO у лютому 2019 року. У липні 2020 року Комітет з питань тайфунів згодом обрав Кратон як назву для заміни.